# 瑞丽刺榄
瑞丽刺榄（学名：Xantolis shweliensis）为山榄科刺榄属下的一个种。

## 扩展阅读
維基物種上的相關：瑞丽刺榄